# Classe Moma
La Classe Moma  est une classe de Bâtiment hydrographique russe, construits entre 1967 et 1974. Par la suite, certains deviendront du type navire collecteur de renseignements.

## Bateaux
La classe Moma a été exportée, et le Project 861M constitue une classe de navire collecteur de renseignements.
| Projet | Nom                              | Pennant number     | Année de construction | Marine                                                      | Retiré du service      |
| ------ | -------------------------------- | ------------------ | --------------------- | ----------------------------------------------------------- | ---------------------- |
| 861    | Admiral Branimir Ormanow         | 401                | 1977                  | Marine bulgare                                              |                        |
| 861    | Alschewsk                        | U 602              | 1969                  | Marine soviétique / Marine ukrainienne                      |                        |
| 861    | Andrija Mohorovičić (BŠ-72)      | 72 (ex PH 33)      | 1972                  | Marine militaire yougoslave (JRM) / Marine militaire croate |                        |
| 861    | Andromeda                        | –                  |                       | Marine soviétique / Marine russe                            |                        |
| 861    | Antares                          | –                  |                       | Marine soviétique / Marine russe                            |                        |
| 861    | Antarktika                       | –                  |                       | Marine soviétique / Marine Russe                            |                        |
| 861    | Askold                           | –                  |                       | Marine soviétique / Marine russe                            |                        |
| 861    | Captain 1st Rank Kiril Khalachew | 201                | 1983 *                | Marine bulgare                                              |                        |
| 861    | Cheleken                         | –                  |                       | Marine soviétique/ Marine russe                             |                        |
| 861M   | Ekwator                          | SSW-418            |                       | Marine soviétique / Marine russe                            |                        |
| 861M   | Kildin                           | SSW-512            |                       | Marine soviétique/ Marine russe                             |                        |
| 861K   | Kopernik                         | 261                | 1971                  | Marine polonaise                                            |                        |
| 861    | Kril'on                          | –                  |                       | Marine soviétique/ Marine russe                             |                        |
| 861M   | Liman (de)                       | SSW-824            | 1970                  | Marine soviétique/ Marine russe                             | coulé le 27 avril 2017 |
| 861    | Mars                             | –                  |                       | Marine soviétique/ Marine russe                             |                        |
| 861M   | Seliger                          | SSW-514            |                       | Marine soviétique/ Marine russe                             |                        |
| 861M   | Simferopol (ex Jupiter)          | U 511 (ex SSW-416) |                       | Marine soviétique/                                          |                        |
| 861M   |                                  | SSW-506            |                       | Marine soviétique/ Marine russe                             |                        |

* Nachbau in Bulgarien

## Galerie

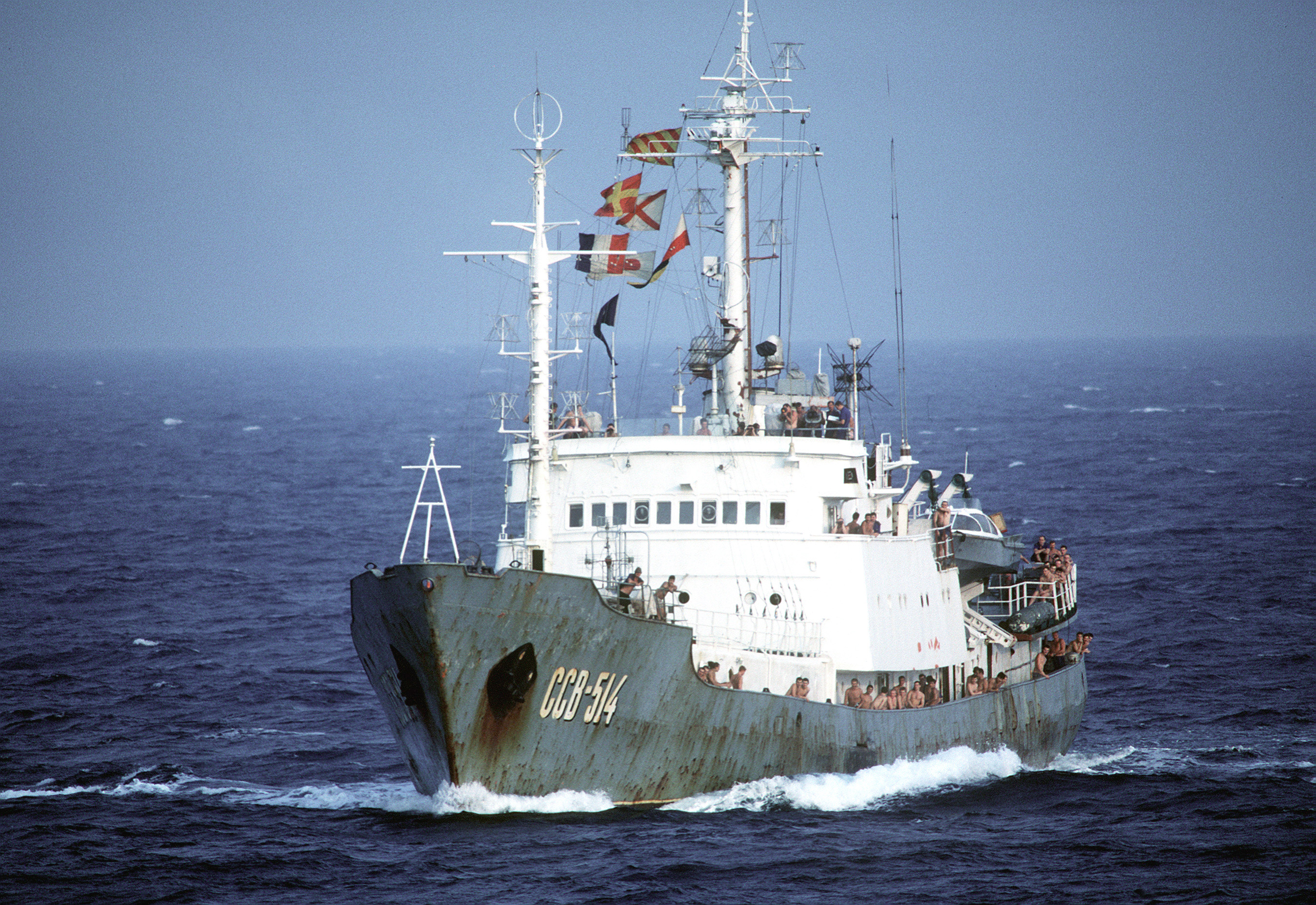
SSW-514 Seliger (Projet 861M)
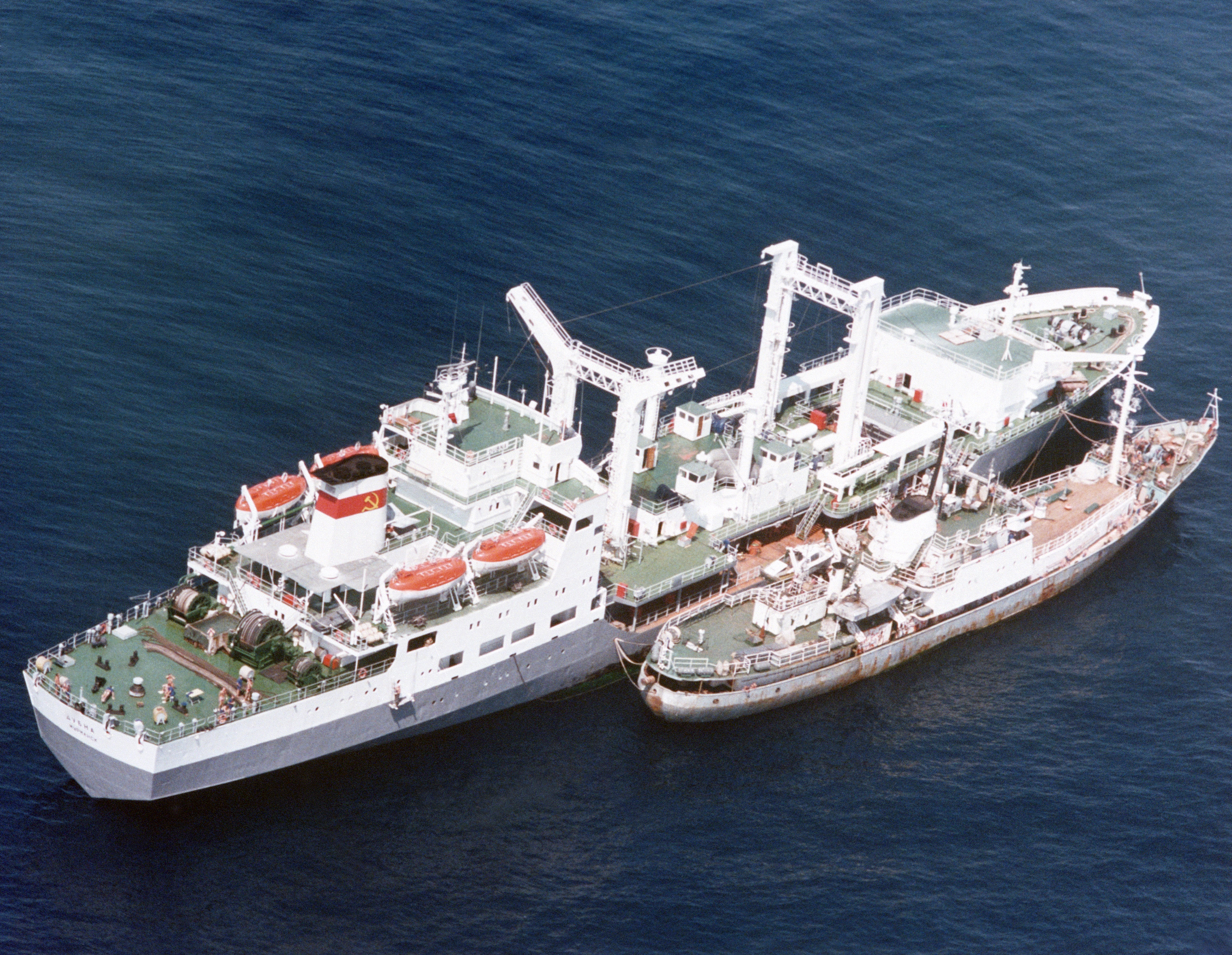
SSW-514 Seliger à côté d'un navire de classe Dubna.
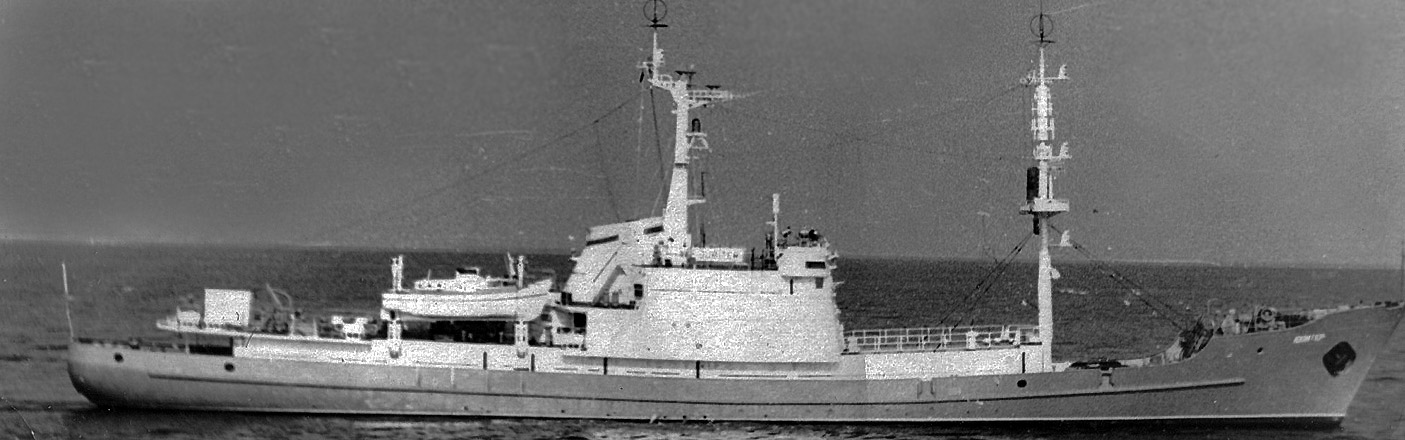
SSW-416 Jupiter (Projekt 861M)
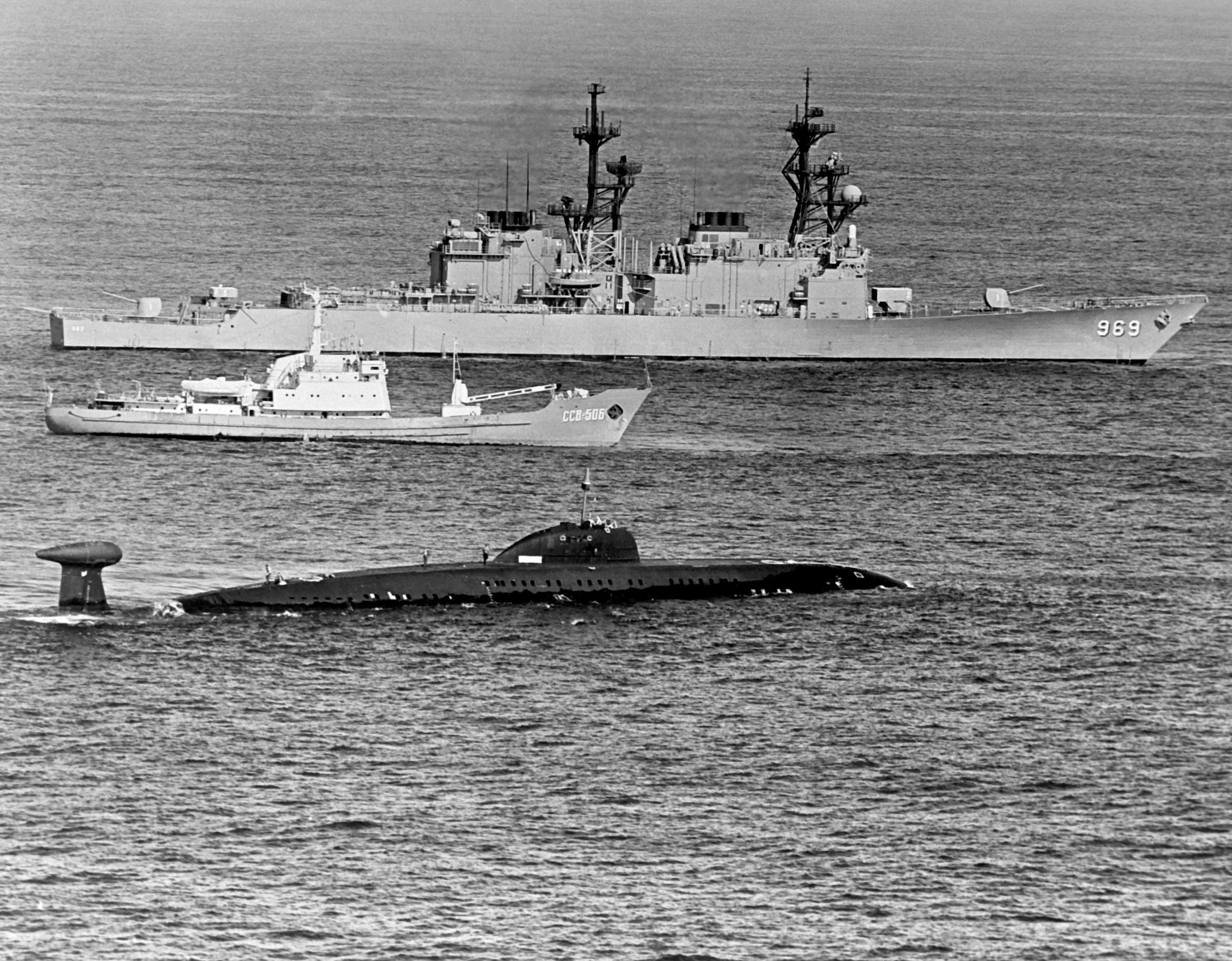
Sous-marin de Classe Victor, un navire de Classe Moma et le destroyer USS Peterson (DD-969)
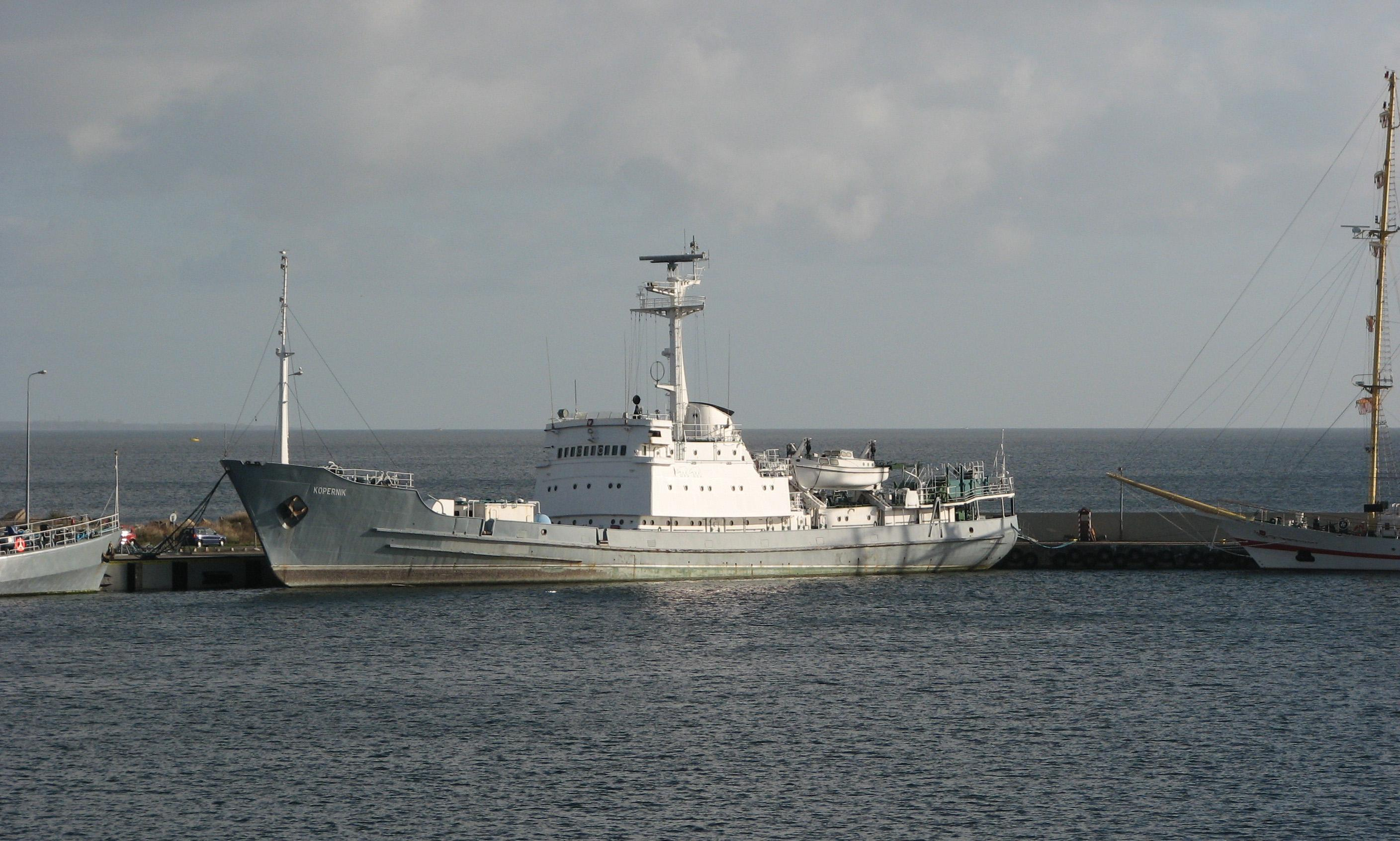
ORP Kopernik